# 9676 Eijkman
9676 Eijkman eller 2023 P-L är en asteroid i huvudbältet som upptäcktes den 24 september 1960 av den nederländsk-amerikanske astronomen Tom Gehrels och det nederländska astronomparet Ingrid van Houten-Groeneveld och Cornelis Johannes van Houten vid Palomarobservatoriet. Den är uppkallad efter den nederländske nobelpristagaren Christiaan Eijkman.
Asteroiden har en diameter på ungefär 10 kilometer och den tillhör asteroidgruppen Themis.